# Unité urbaine de Varrains
L'unité urbaine de Varrains est une ancienne unité urbaine française qui faisait partie du département de Maine-et-Loire et de la région Pays-de-la-Loire. Elle disparaît à la suite de la fusion de Chacé au sein de la commune nouvelle de Bellevigne-les-Châteaux le 1er janvier 2019.

## Données globales
En 2010, selon l'Insee, l'unité urbaine de Varrains est composée de deux communes, toutes les deux situées dans le département de Maine-et-Loire, plus précisément dans l'arrondissement de Saumur.

## Délimitation de l'unité urbaine en 2010
L'unité urbaine de Varrains est composée de deux communes :
| Nom      | Code Insee | Statut | Superficie (km2) | Population (dernière pop. légale) | Densité (hab./km2) |
| -------- | ---------- | ------ | ---------------- | --------------------------------- | ------------------ |
| Chacé    | 49060      |        | 6,42             | 1 383 (2014)                      | 215                |
| Varrains | 49362      |        | 3,40             | 1 238 (2014)                      | 364                |

## Évolution démographique
| 1968  | 1975  | 1982  | 1990  | 1999  | 2009  | 2014  |
| ----- | ----- | ----- | ----- | ----- | ----- | ----- |
| 1 973 | 2 083 | 2 273 | 2 461 | 2 455 | 2 448 | 2 621 |

## Pour approfondir